# Alvarães (Amazonas)
Pour les articles homonymes, voir Alvarães.
Alvarães est une municipalité brésilienne de l'État d'Amazonas .